# Ernest Addison Moody
Ernest Addison Moody (Cranford, Nueva Jersey, 27 de septiembre de 1903-1975) fue un filósofo, medievalista y lógico estadounidense. Fue profesor de filosofía en la Universidad de California, Los Ángeles, (UCLA) donde ejerció como jefe de departamento, y de la Universidad de Columbia. Se celebra una conferencia anual conmemorativa en su honor sobre filosofía medieval. Fue presidente de la Asociación filosófica estadounidense en 1963-1964.

## Educación y galardones
Williams College, B.A. (1924).
Universidad de Columbia, M.A., Philosophy (1933), Ph.D., Philosophy (1936). 
1956 Medalla de plata Nicholas Murray Butler, citado como “un destacado erudito, escritor y profesor cuyas muchas contribuciones originales al campo de la filosofía medieval y la ciencia han conseguido reconocimiento internacional”. New York Times, 1 de junio de 1959, página 21.
1956 Galardonado con la Medalla Haskins de la Academia Medieval de Estados Unidos.
1963-1964 Presidente de la Asociación Filosófica Estadounidense.

## Libros
- 1976 Truth and consequence in mediaeval logic.
- Studies in medieval philosophy, science, and logic: collected papers, 1933-1969. University of California Press. 1975. ISBN 9780520026681.[2][3]
- 1965 Gulielmi Ockham (William of Ockham, ca. 1285-ca. 1349.) Expositionis in libros artis logicae prooemium; et, Expositio in librum Porphyril De praedicabilibus. (ed. Ernest A. Moody.)
- 1965 The Logic of William of Ockham.[4][5]
- 1952 Medieval science of weights, scientia de ponderibus. Treatises ascribed to Euclid, Archimedes, Thabit ibn Qurra, Jordanus de Nemore and Blasius of Parma (ed. con introducción, traducciones inglesas y notas de Ernest A. Moody y Marshall Clagett).[6][7]
- 1953 Truth and consequence in mediaeval logic.[8]
- 1942 Iohannis Buridani (Jean Buridan), Quaestiones super libris quattuor de caelo et mundo (editado por Ernest Addison Moody).
- 1935 The Logic of William of Ockham.

## Manuscritos
Selecciones de Summa logica de Alberto de Sajonia disponibles (en inglés) en Formato pdf.